# This Wild Life
This Wild Life – amerykański zespół muzyczny wykonujący muzykę pop-punk w wersji akustycznej pochodzący z Long Beach. Zespół współtworzy Kevin Jordan (wokal i gitara akustyczna) oraz Anthony Del Grosso (gitara).

## Dyskografia
- 15 kwietnia 2011, Własna wytwórnia: Pop Shove It[1]
- 28 lipca 2012, Własna wytwórnia: Heart Flip[2]
- 27 maja 2014, Epitaph Records: Clouded[3]

## Clouded
1. „Concrete” – 3:53
2. „Over It” – 3:39
3. „No more Bad Days” – 3:36
4. „History” – 3:52
5. „Roots and Branches (Meant to be Alone)” – 3:38
6. „Bound to Break” – 3:52
7. „Better With You” – 4:48
8. „Looking Back” – 3:52
9. „Don't Say” – 3:52
10. „405” – 3:38

Deluxe Version
1. „Sleepwalking (Live Session)” – 3:24
2. „Concrete (Live Session)” – 3:53
3. „Roots and Branches (Meant to be Alone)” – 3:32

## Członkowie
- Kevin Jordan – Wokal, Gitara rytmiczna (Styczeń 2011 – teraz)
- Anthony Del Grosso - Perkusja (Styczeń 2011-Marzec 2013), Gitara prowadząca, Chórki (Kwiecień 2013 – teraz)